# Jérémy Oyono
Jérémy Henry Zué Oyono Omva Torque (Lilla, 12 aprile 2001) è un calciatore francese naturalizzato gabonese, difensore del Frosinone e della nazionale gabonese.

## Biografia
È fratello gemello di Anthony Oyono.

## Carriera

### Club
Oyono è cresciuto nel settore giovanile di Valenciennes e Boulogne. Il 13 agosto 2021 ha debuttato con la prima squadra del club rossonero nell'incontro di Championnat National vinto per 3-1 contro il Red Star.
L'8 agosto 2024 viene acquistato dal Frosinone, club in cui milita il suo gemello. Dieci giorni dopo esordisce con la maglia dei Ciociari nell'incontro pareggiato per 2-2 contro la Sampdoria. Il 14 dicembre segna il suo primo gol,  nella sconfiitta interna contro il Sassuolo per 2-1.

### Nazionale
Il 29 marzo 2023 ha partecipato con la nazionale gabonese Under-23 alla Coppa delle Nazioni Africane Under-23 2023. Il 17 ottobre 2023 ha debuttato con la nazionale maggiore nell'amichevole pareggiata 1-1 contro il Guinea.

## Statistiche

### Presenze e reti nei club
Statistiche aggiornate al 5 novembre 2024.
| Stagione          | Squadra           | Campionato        | Campionato | Campionato | Coppe nazionali | Coppe nazionali | Coppe nazionali | Coppe continentali | Coppe continentali | Coppe continentali | Altre coppe | Altre coppe | Altre coppe | Totale | Totale | Totale |
| Stagione          | Squadra           | Comp              | Pres       | Reti       | Comp            | Pres            | Reti            | Comp               | Pres               | Reti               | Comp        | Pres        | Reti        | Pres   | Reti   |        |
| ----------------- | ----------------- | ----------------- | ---------- | ---------- | --------------- | --------------- | --------------- | ------------------ | ------------------ | ------------------ | ----------- | ----------- | ----------- | ------ | ------ | ------ |
| 2018-2019         | Boulogne 2        | N3                | 1          | 0          | -               | -               | -               | -                  | -                  | -                  | -           | -           | -           | 1      | 0      |        |
| 2020-2021         | Boulogne 2        | N3                | 1          | 0          | -               | -               | -               | -                  | -                  | -                  | -           | -           | -           | 1      | 0      |        |
| 2021-2022         | Boulogne 2        | N3                | 19         | 0          | -               | -               | -               | -                  | -                  | -                  | -           | -           | -           | 19     | 0      |        |
| Totale Boulogne 2 | Totale Boulogne 2 | Totale Boulogne 2 | 21         | 0          |                 | -               | -               |                    | -                  | -                  |             | -           | -           | 21     | 0      |        |
| 2021-2022         | Boulogne          | N1                | 4          | 0          | CF              | -               | -               | -                  | -                  | -                  | -           | -           | -           | 4      | 0      |        |
| 2022-2023         | Boulogne          | N2                | 17         | 0          | CF              | -               | -               | -                  | -                  | -                  | -           | -           | -           | 17     | 0      |        |
| 2023-2024         | Boulogne          | N2                | 22         | 0          | CF              | 1               | 0               | -                  | -                  | -                  | -           | -           | -           | 23     | 0      |        |
| Totale Boulogne   | Totale Boulogne   | Totale Boulogne   | 43         | 0          |                 | 1               | 0               |                    | -                  | -                  |             | -           | -           | 44     | 0      |        |
| 2024-2025         | Frosinone         | B                 | 6          | 0          | CI              | -               | -               | -                  | -                  | -                  | -           | -           | -           | 6      | 0      |        |
| Totale carriera   | Totale carriera   | Totale carriera   | 70         | 0          |                 | 1               | 0               |                    | -                  | -                  |             | -           | -           | 71     | 0      |        |

### Cronologia presenze e reti in nazionale
| Cronologia completa delle presenze e delle reti in nazionale ― Gabon | Cronologia completa delle presenze e delle reti in nazionale ― Gabon | Cronologia completa delle presenze e delle reti in nazionale ― Gabon | Cronologia completa delle presenze e delle reti in nazionale ― Gabon | Cronologia completa delle presenze e delle reti in nazionale ― Gabon | Cronologia completa delle presenze e delle reti in nazionale ― Gabon | Cronologia completa delle presenze e delle reti in nazionale ― Gabon | Cronologia completa delle presenze e delle reti in nazionale ― Gabon |
| Data                                                                 | Città                                                                | In casa                                                              | Risultato                                                            | Ospiti                                                               | Competizione                                                         | Reti                                                                 | Note                                                                 |
| -------------------------------------------------------------------- | -------------------------------------------------------------------- | -------------------------------------------------------------------- | -------------------------------------------------------------------- | -------------------------------------------------------------------- | -------------------------------------------------------------------- | -------------------------------------------------------------------- | -------------------------------------------------------------------- |
| 17-10-2023                                                           | São João da Venda                                                    | Guinea                                                               | 1 – 1                                                                | Gabon                                                                | Amichevole                                                           | -                                                                    | 77’                                                                  |
| 16-11-2023                                                           | Franceville                                                          | Gabon                                                                | 2 – 1                                                                | Kenya                                                                | Qual. Mondiali 2026                                                  | -                                                                    | 86’                                                                  |
| 19-11-2023                                                           | Dar es Salaam                                                        | Burundi                                                              | 1 – 2                                                                | Gabon                                                                | Qual. Mondiali 2026                                                  | -                                                                    | 78’                                                                  |
| 22-3-2024                                                            | Amiens                                                               | Senegal                                                              | 3 – 0                                                                | Gabon                                                                | Amichevole                                                           | -                                                                    | 64’                                                                  |
| 25-3-2024                                                            | Chambly                                                              | Gabon                                                                | 1 – 1                                                                | Rep. del Congo                                                       | Amichevole                                                           | -                                                                    |                                                                      |
| 7-6-2024                                                             | Korhogo                                                              | Costa d'Avorio                                                       | 1 – 0                                                                | Gabon                                                                | Qual. Mondiali 2026                                                  | -                                                                    | 67’                                                                  |
| 6-9-2024                                                             | Agadir                                                               | Marocco                                                              | 4 – 1                                                                | Gabon                                                                | Qual. Coppa d'Africa 2025                                            | -                                                                    | 77’                                                                  |
| 10-9-2024                                                            | Franceville                                                          | Gabon                                                                | 2 – 0                                                                | Rep. Centrafricana                                                   | Qual. Coppa d'Africa 2025                                            | -                                                                    | 70’                                                                  |
| 15-10-2024                                                           | Durban                                                               | Lesotho                                                              | 0 – 2                                                                | Gabon                                                                | Qual. Coppa d'Africa 2025                                            | -                                                                    | 81’                                                                  |
| 20-3-2025                                                            | Franceville                                                          | Gabon                                                                | 3 – 0                                                                | Seychelles                                                           | Qual. Mondiali 2026                                                  | -                                                                    | 46’                                                                  |
| Totale                                                               |                                                                      | Presenze                                                             | 10                                                                   |                                                                      | Reti                                                                 | 0                                                                    |                                                                      |